# Fichtenrüsselkäfer
Der Fichtenrüsselkäfer (Hylobius abietis), auch unter den Synonymen Fichtenrüssler und Großer brauner Rüsselkäfer bekannt, ist eine Art aus der Familie der Rüsselkäfer.

## Beschreibung

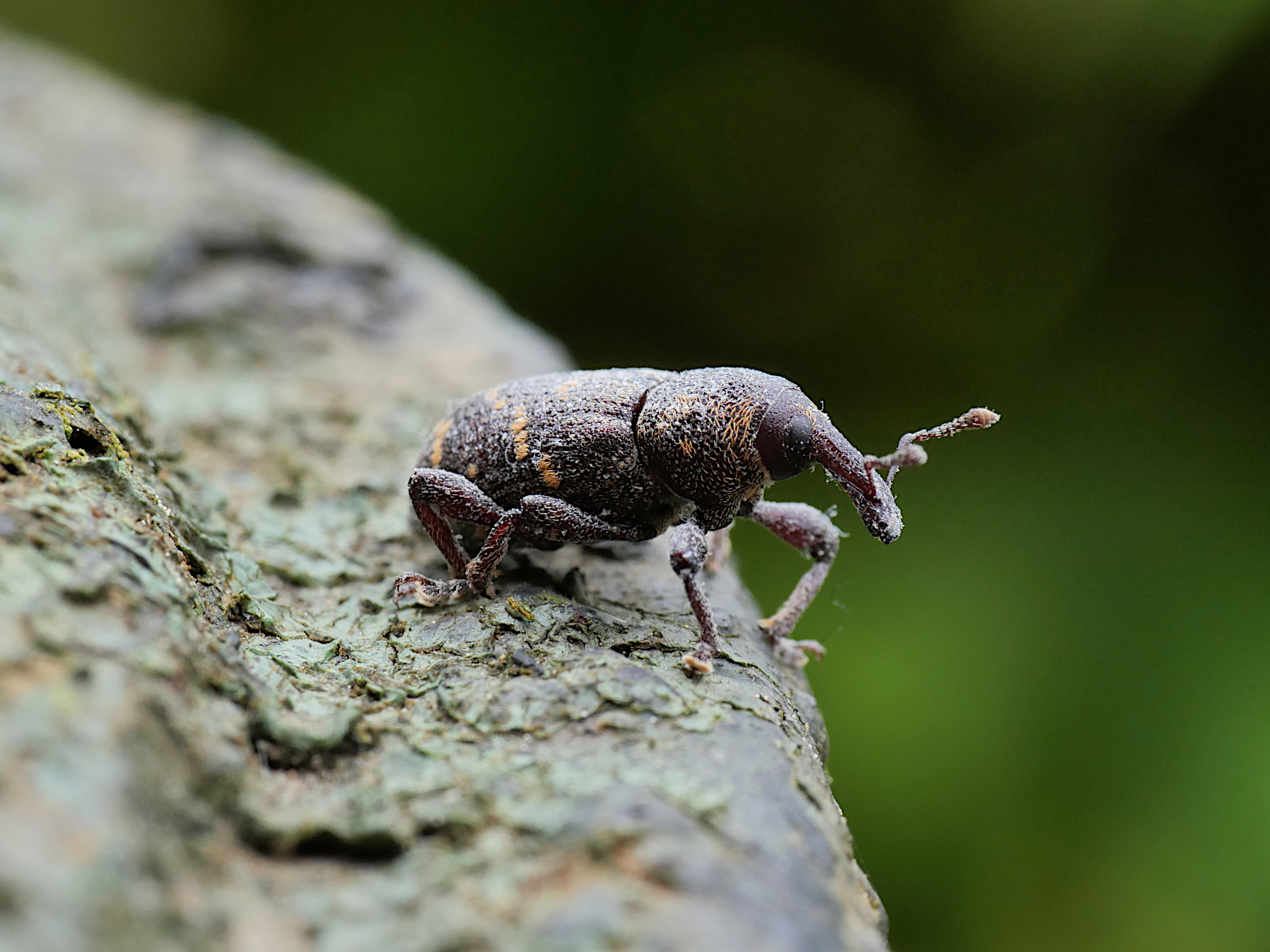
Fichtenrüsselkäfer: Seitliche Ansicht. Gut erkennbar Ansatz und Haltung der Fühler.

Fichtenrüsselkäfer werden bis zu 1,4 Zentimeter lang. Der Chitin-Panzer hat eine dunkle graubraune Grundfärbung. Gelbe Schuppen bilden auf den Flügeldecken zusätzlich ein paar gelbliche Querstreifen und Flecken. Der Körper ist oval geformt. Auf dem Halsschild befinden sich helle Haare. Der Kopf ist vorne zu einem Rüssel verlängert. Die Oberseite des Käfers ist rau punktiert, wobei die Punkte auf den Flügeldecken unordentliche Längsreihen bilden können. Die Fühler weisen in der Mitte einen leichten Knick auf und verdicken sich am Ende zu einer Keule.

### Ähnliche Arten
- Echter Kiefernrüssler (Pissodes pini)
- Großer Pestwurzrüssler (Liparus glabrirostris)

## Verbreitung
Der Käfer ist in Nadelwäldern Europas und Asiens weit verbreitet. Er kommt vom Tiefland bis ins Gebirge vor.

## Lebensweise
Im Frühling kann man den Käfer vor allem an jungen Bäumen bevorzugt an Douglasien, Kiefern und Lärchen, allg. an Koniferen, aber seltener auch an anderen Gehölzen wie an Erlen beobachten, von deren Rinde er sich ernährt. Später im Sommer bevorzugt er die Äste älterer Bäume. Die Käfer können dabei unter Umständen starke Schäden anrichten, teilweise sterben die jungen Bäumchen sogar ab. Die Larven entwickeln sich in toten Stöcken und deren flachen Wurzeln, besonders von frisch geschlagenen oder abgebrochenen Bäumen. Je nach dem Zeitpunkt der Eiablage und der Witterung im Sommer erscheinen selten im ersten Jahr (August/September), zumeist nach ein bis zwei Jahren zwischen April und Juni bzw. August bis September die ersten Jungkäfer. Diese vollziehen ihren Reifungsfraß in einer zweiten Fraßwelle wieder an der Rinde v. a. junger Nadelbaumpflanzen und können so zu erheblichen Schäden bzw. Vitalitätsverlusten in der Verjüngung führen. 